# Festival au Désert

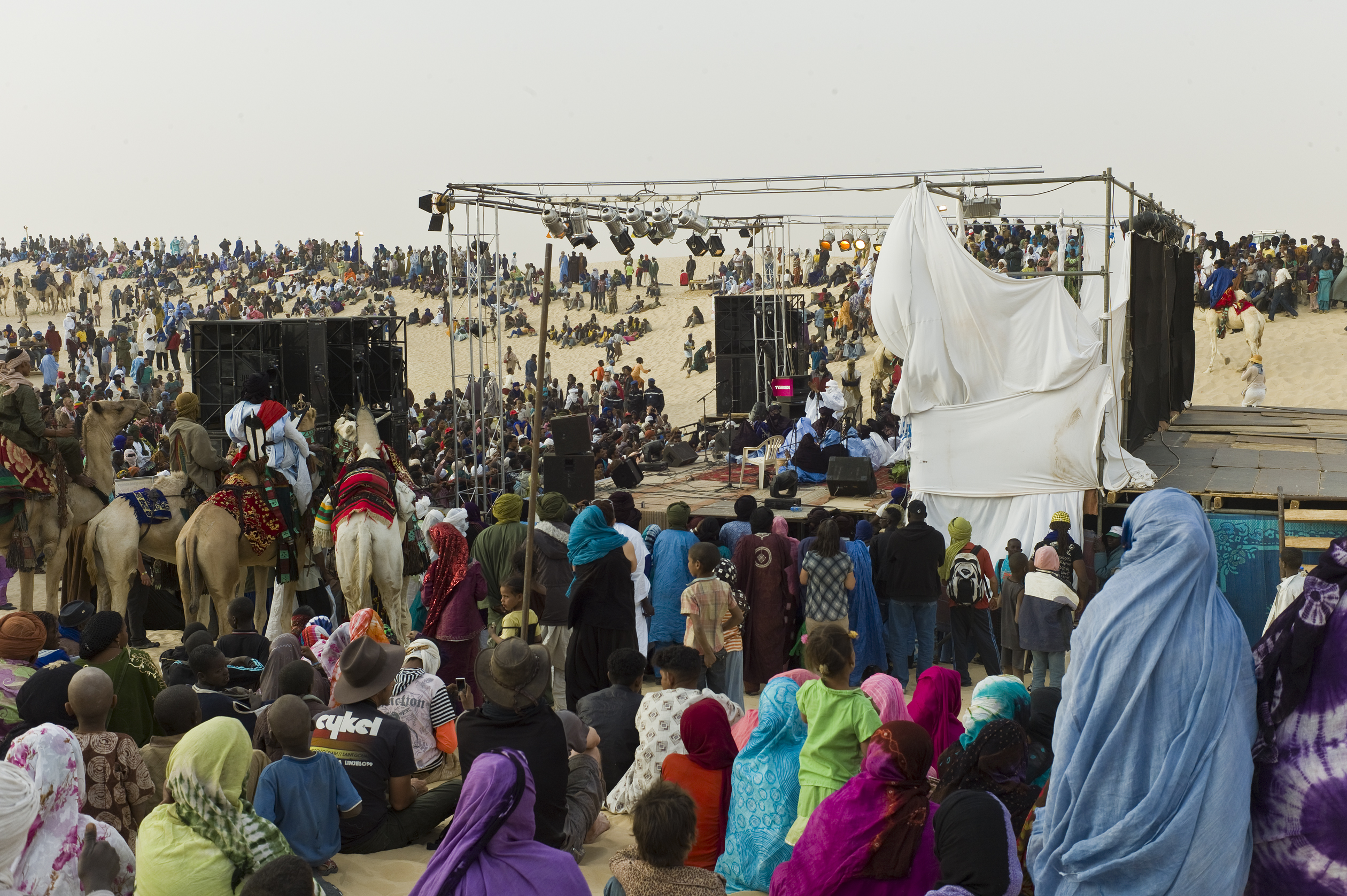
Publikum beim Festival au Desert bei Timbuktu, Mali 2012

 Das Festival au Désert ist eine jährliche, seit 2001 stattfindende Freiluftkonzertveranstaltung in Mali. Das Festival präsentiert die Musik der lokalen Tuareg und Malier genauso wie die musikalische Kultur der Nachbarstaaten Mauretanien, Algerien, Niger, Burkina Faso, Elfenbeinküste, Guinea und Senegal sowie von internationalen Gästen. Die an drei Tagen und Nächten stattfindenden Konzerte werden sowohl von heimischen Musikern wie auch von internationalen Gästen gegeben. Inmitten der weitläufigen kargen Landschaft der Sahara kommen während dieser Tage Musiker, Nomaden, Mäzene, Künstler, Touristen und lokale Händler zusammen, um zu musizieren und sich auszutauschen. Das Festival au Désert verbindet heute Modernität und Tradition, gleichzeitig öffnet es, unter Wahrung der verschiedenen Kulturen und Traditionen der Wüste, seine Türen zur Außenwelt und versteht sich inzwischen als Bote und Förderer des Weltfriedens.

## Geschichte
Das Festival au Désert wurde im Januar 2001 auf Grundlage des wichtigsten traditionellen Tuareg-Festes, dem jährlich stattfindenden Takoubelt in Kidal (in Timbuktu Temakannit genannt) initiiert. Die Tuareg des Azawad kamen seit mehr als einem Jahrhundert für einige Tage im Jahr zusammen um sich auszutauschen, zu musizieren, zu tanzen und sich zu entspannen. Die Anreise geschah auf besonders prächtig geschmückten Kamelen und im Gepäck befanden sich neben Zelten und Teppichen die traditionellen Musikinstrumente. In den Jahren der Rebellion zwischen 1990 und 1994 waren diese jährlichen Zusammenkünfte unmöglich geworden. Im Zuge der Aussöhnung ab 1995 gewannen Kultur und kulturelle Anlässe wieder an Bedeutung und stärkten die eigene Identität. Schon beim ersten und wichtigsten Friedenstreffen von Mbouna (etwa 100 km östlich von Timbuktu) im September 1995, trugen die nächtlichen kulturellen Aufführungen zu Entspannung und Verarbeitung der zu Grabe getragenen kriegerischen Phase bei. Mit dem Frieden kehrte auch das Takoubelt wieder zurück. Wenige Jahre später wurde das Festival au Désert geboren.

## Austragungsorte (2001–2014)
Die ersten drei Ausgaben des Festivals fanden an unterschiedlichen Orten im nördlichen Mali statt. Ein dem Grunde nach beabsichtigter Umstand der die Kultur der nomadischen Tuareg widerspiegelt. Im Januar 2001 in Tin-Essako (115 km östlich von Kidal) und im Jahr darauf, zwischen dem 8. und 10. Januar 2002, in der nahe der algerischen Grenze gelegenen Oase Tessalit (Tessalit wurde im Februar 2012 von Rebellen der Nationalen Bewegung für die Befreiung des Azawad – MLNA – erobert) wurde das Festival au Désert als Takoubelt organisiert. Allerdings bewegte der, auf Grund des Erfolgs immer höher werdende, logistische Aufwand die Konzertveranstalter das Festival au Désert 2004 nach Essakane zu verlegen, einer kleinen Oasenstadt etwa 70 km westlich von Timbuktu. 2007 haben auf Grund von gewalttätigen Überfällen auf Touristen sämtliche westlichen Staaten und Amerika Reisewarnungen für Nord-Mali ausgegeben. Weil es der malischen Regierung nahezu unmöglich war die Sicherheit der ausländischen Festivalbesucher im abseits gelegenen Essakane weiterhin zu gewährleisten, wurde der Veranstaltungsort 2010 an den Stadtrand von Timbuktu verlegt. Nachdem im November 2011 Touristen von dem afrikanischen Ableger der Terrorgruppe al-Qaida im islamischen Maghreb angehörenden Terroristen in Timbuktu entführt und ein Reisender auf offener Straße erschossen wurde, überlegten die Veranstalter das Festival au Désert im Folgejahr abzusagen. Trotz der Risiken und mit tatkräftiger Unterstützung der malischen Regierung fand im Jahr 2012 das Festival dennoch statt. Demonstrativ besuchte auch Bono, der legendäre Frontmann der Rockband U2, das Musikereignis und improvisierte gemeinsam mit Tinariwen den Song Vive le Mali, Vive la paix, Vive la musique. Allerdings zeigte die international ausgegebene Reisewarnung Wirkung: nicht mehr als 100 Europäer und Amerikaner besuchten die Veranstaltung. Die infolge des Militärputsches am 21. März 2012 einkehrende Unsicherheit im Norden des Landes machten sich die Tuareg-Rebellen der MNLA zu Nutze, nahmen alle Städte der Region Azawad ein und erklärten am 6. April 2012 die einseitige Unabhängigkeit des Azawad. Nachdem der Norden Malis damit endgültig als Austragungsort für das Festival au Désert ausgefallen war, entschieden die Veranstalter das Festival 2013 zunächst in die im Sahel gelegene Oasenstadt Oursi (etwa 350 km nordöstlich von Ouagadougou) nach Burkina Faso zu verlegen. Wiederum Sicherheitsgründe zeichneten für ein neuerliche Verlegung des Austragungsortes und Zeitpunkts verantwortlich. Das Festival au Désert wird voraussichtlich im Herbst 2013 in Christoph Schlingensiefs Operndorf Afrika in Laongo (etwa 30 km östlich von Ouagadougou) veranstaltet. Wegen der weiterhin unsicheren Sicherheitslage in Mali fand die 12. Ausgabe des Festivals vom 8. - 10. Januar 2014 „im Exil“ in Berlin an den Standorten Berliner Volksbühne, Akademie der Künste und Kino Babylon statt.

## Veranstalter
Das Festival au Désert wird von den Organisationen AITMA und EFES gemeinsam mit Essakane Production organisiert. Ag Mohamed Aly Manny Ansar ist der Gründer und Direktor des Festival au Désert sowie Präsident von EFES.